# Dagome iudex
«Дагоме юдекс» (лат. Dagome iudex) — латиноязычный документ, относящийся к 990—992 годам и известный в списках XI—XII веков, представляющий собой акт передачи польского государства под защиту Святого Престола. В нём говорится, что князь Мешко (названный «Дагоме») с женой Одой и двумя сыновьями передают «Civitas Schinesghe» с прилежащими чётко очерченными территориями под покровительство святого Петра. Текст документа является первым свидетельством существования Древнепольского государства в определённых границах.

## Интерпретация
Условное название документа происходит от слов, которыми в нём назван Мешко I. Наиболее вероятным считается происхождение Dagome от имени Дагоберт (Dagobert), полученном Мешко при крещении. Также существует предположение, что Dagome представляет собой соединение сокращённых форм имён (Dago-bert и Me-sco). Версия, представляющая это слово искажением от «Ego Mesco» («я Мешко»), признана безосновательной. Слово iudex имеет значение «судья». Более нигде не встречающееся обозначение польского князя таким титулом стало причиной различных интерпретаций.
По поводу времени, места и целей создания документа также ведутся споры. Ныне считается, что инициатива исходила от самого князя Мешко I. Версия, что документ был создан Одой, которая обратилась за помощью к Риму после смерти мужа, ныне рассматривается как устаревшая. Причиной, по которой Мешко I обратился к апостольскому престолу, называют его стремление к собственной коронации, желание создать самостоятельную церковную метрополию, опасность со стороны чехов или стремление авторитетом церкви защитить Оду и двух младших сыновей Мешко и Ламберта от притязаний своего старшего сына Болеслава. Последняя версия, в отличие от других, объясняет, почему в документе Болеслав не назван. В пользу её достоверности говорит и то, что после смерти Мешко Болеслав Храбрый действительно изгнал Оду из страны и начал единоличное правление.
Исследователи указывают на то, что документ создан без вмешательства или соизволения Германской империи, что говорит о суверенности Древнепольского государства.
Под городом Схигнесне (Schinesghe, Schignesne, Schinesne, Schinesche, Schinesgne) понимали как Щецин, так и Гнезно. Ныне исследователи соглашаются с отождествлением его именно с Гнезно, так как пограничный Щецин не мог рассматриваться как центр столь обширной территории.
Создание документа относят к началу 90-х годов X века, к промежутку между 990 и 992 годами. Местом создания мог быть как Рим, так и Польша. По версии Генриха Ловмянского, акт мог быть написан духовным лицом, возможно, польским епископом лотарингского происхождения.
Искажение имён собственных объясняют тем, что папские копиисты уже не понимали, что документ относится к Польше. В части списков это прямо выражено вставкой-глоссой: «Не знаю, кто были эти люди, но думаю, что они из народа сардов, которые управляются четырьмя судьями». Действительно, необычный титул iudex для римской канцелярии ассоциировался прежде всего с Сардинией, которая делилась на четыре области-юдиката, управлявшиеся каждый своей династией «судей» (iudices).

## Списки
Документ сохранился в форме регеста в составе 199-го раздела третьей книги «Собрания канонов» (лат. Collectio canonum), написанного бенедиктинским монахом кардиналом Деусдедитом в 1085—1087 годах. Сохранилось 10 рукописей «Collectio canonum», «Дагоме юдекс» есть в шести из них. Эти источники делят на две группы: рукописи DBP, которые являются копиями первоначального текста «Собрания канонов», и списки FAC, представляющие собой заново составленные компиляции. Компиляции FAC восполняют пропуски, имеющиеся в копиях DBP, которые, в свою очередь, имеют вставки, отсутствующие во второй группе. Древнейшим и наиболее полным списком является Ватиканская рукопись 3833. В кодексах FAC имя Мешко передано в форме Dagone.
|                                                             |                                                             |                                                                   |                                                                             |                                                                             |                                                              |                                                                                 |                                                                                 |                                                                                  |                                                                                  |  |
|                                                             |                                                             |                                                                   |                                                                             | кардинал Деусдедит Collectio canonum около 1087; утрачен                    |                                                              |                                                                                 |                                                                                 |                                                                                  |                                                                                  |  |
|                                                             |                                                             |                                                                   |                                                                             |                                                                             |                                                              |                                                                                 |                                                                                 |                                                                                  |                                                                                  |  |
|                                                             |                                                             |                                                                   |                                                                             |                                                                             |                                                              |                                                                                 |                                                                                 |                                                                                  |                                                                                  |  |
|                                                             |                                                             |                                                                   |                                                                             |                                                                             |                                                              |                                                                                 |                                                                                 |                                                                                  |                                                                                  |  |
|                                                             | [1]                                                         | [1]                                                               | [2]                                                                         | [2]                                                                         | [3]                                                          | [3]                                                                             | [3]                                                                             |                                                                                  |                                                                                  |  |
| Codex (1099—1118) Библиотека Ватикана Cod. Vatic. lat. 3833 | Codex (1099—1118) Библиотека Ватикана Cod. Vatic. lat. 3833 | Codex (1-я пол. XII в.) Библиотека Ватикана Cod. Vatic. lat. 1984 | Codex (1-я пол. XII в.) Библиотека Ватикана Cod. Vatic. lat. 1984           | Codex (2-я пол. XII в.) Нац. библиотека Франции Ms lat. 1458                | Codex (2-я пол. XII в.) Нац. библиотека Франции Ms lat. 1458 |                                                                                 | каноник Бенедикт Liber Politicus (1140—1143); утрачен                           | каноник Бенедикт Liber Politicus (1140—1143); утрачен                            |                                                                                  |  |
|                                                             |                                                             |                                                                   |                                                                             |                                                                             |                                                              |                                                                                 |                                                                                 |                                                                                  |                                                                                  |  |
|                                                             |                                                             |                                                                   |                                                                             |                                                                             |                                                              |                                                                                 |                                                                                 |                                                                                  | [4]                                                                              |  |
|                                                             |                                                             |                                                                   |                                                                             |                                                                             | епископ Альбинус Gesta Albini (1185—1189); утрачен           | епископ Альбинус Gesta Albini (1185—1189); утрачен                              |                                                                                 | Codex Cameracensis (2-я пол. XII в.) Муниципальная библиотека Камбре Ms lat. 554 | Codex Cameracensis (2-я пол. XII в.) Муниципальная библиотека Камбре Ms lat. 554 |  |
|                                                             |                                                             |                                                                   |                                                                             |                                                                             |                                                              |                                                                                 |                                                                                 |                                                                                  |                                                                                  |  |
|                                                             |                                                             |                                                                   |                                                                             | [5]                                                                         | [5]                                                          | [5]                                                                             | [6]                                                                             |                                                                                  |                                                                                  |  |
|                                                             |                                                             |                                                                   | Codex Ottobonianus (конец XII в.) Библиотека Ватикана Cod. Ottob. lat. 3057 | Codex Ottobonianus (конец XII в.) Библиотека Ватикана Cod. Ottob. lat. 3057 |                                                              | Ценцио Камерарий Liber Censuum (1192) Библиотека Ватикана Cod. Vatic. lat. 8496 | Ценцио Камерарий Liber Censuum (1192) Библиотека Ватикана Cod. Vatic. lat. 8496 |                                                                                  |                                                                                  |  |
|                                                             |                                                             |                                                                   |                                                                             |                                                                             |                                                              |                                                                                 |                                                                                 |                                                                                  |                                                                                  |  |

## Издания
- Wolf von Glanvell V. Die Kanonensammlung des Kardinals Deusdedit. Paderborn, 1905. S. 359.
- Ptaśnik J. Dagome iudex. Kraków, 1911. S. 21.
- Kozłowska-Budkowa Z. Repertorium polskich dokumentów doby piastowskiej. Kraków, 1937. Cz. 1. N 2. S. 2.
- Lowmiański H. Imię chrzestne Mieszka I // Slavia occidentalis. Poznań, 1948. T. 19. S. 234.
- Sawicki J. Wybór tekstów źródłowych do historii państwa i prawa. W-wa, 1951. Т. I, cz. 1. S. 11.
- Labuda G. Słowiańszczyzna pierwotna. Wybór tekstów. W-wa, 1954. S. 206.
- Codex diplomaticus Silesiae / Wyd. K. Maleczyński. Wrocław, 1957. Т. I, cz. 1, N 2. S. 3 i n.
- Kurbisówna B. Dagome iudex — studium krytyczne // Początki państwa polskiego. Poznań, 1962. S. 394—396.